# Austrodecus glabrum
Austrodecus glabrum là một loài nhện biển trong họ Austrodecidae. Loài này thuộc chi Austrodecus. Austrodecus glabrum được miêu tả khoa học năm 1957 bởi Stock.